# Wszystko albo nic (snooker)
Wszystko albo nic – rodzaj zagrania w snookerze polegający na tym, że w sytuacji kiedy biała bila znajduje się przy dolnej bandzie stołu bilardowego, a w dalekiej odległości, przy górnej bandzie, są bardzo korzystnie rozstawione czerwone bile, zawodnik próbuje wbić jedną z nich. 
Nazwa zagrania pochodzi od tego, iż jest ono bardzo korzystne w przypadku udanego trafienia, ale jednocześnie bardzo ryzykowne; w sytuacji, kiedy zawodnik trafia i wbija czerwoną, ma dogodną pozycję do kontynuowania swojego breaka, kiedy jednak chybi, biała ustawia się w bardzo dobrej pozycji do wbicia czerwonej i rozpoczęcia gry dla przeciwnika. Zagranie to różni się od shot to nothing tym, że gracz koncentruje się na wbijaniu bili, nie myśląc o tym jak ustawi się potem biała.